# Vroege moderne mens
De vroege moderne mens (Engels: Early Modern Humans, EMH) is de anatomisch moderne mens van de Afrikaanse Middle Stone Age en het Euraziatische Laatpaleolithicum tot ongeveer 10.000 jaar geleden. Dit mensentype was de belangrijkste voorouder van de huidige mens, hoewel lokaal ook andere mensentypes een genetische bijdrage geleverd hebben.

## Eerdere migraties
Omstreeks 2 miljoen jaar geleden verspreidde Homo erectus zich als eerste vroege mensensoort vanuit Afrika over Eurazië. Rond 900.000 jaar geleden werd deze opgevolgd door Homo heidelbergensis. In Europa ontwikkelde zich hieruit de neanderthaler, en in Oost-Azië de denisovamens, naast mogelijk nog andere lokale varianten.
Vanaf omstreeks 100.000 jaar geleden trok de vroege moderne mens naar Eurazië, waar hij geleidelijk alle voorgaande mensensoorten verdrong dan wel assimileerde.

## Oorsprong

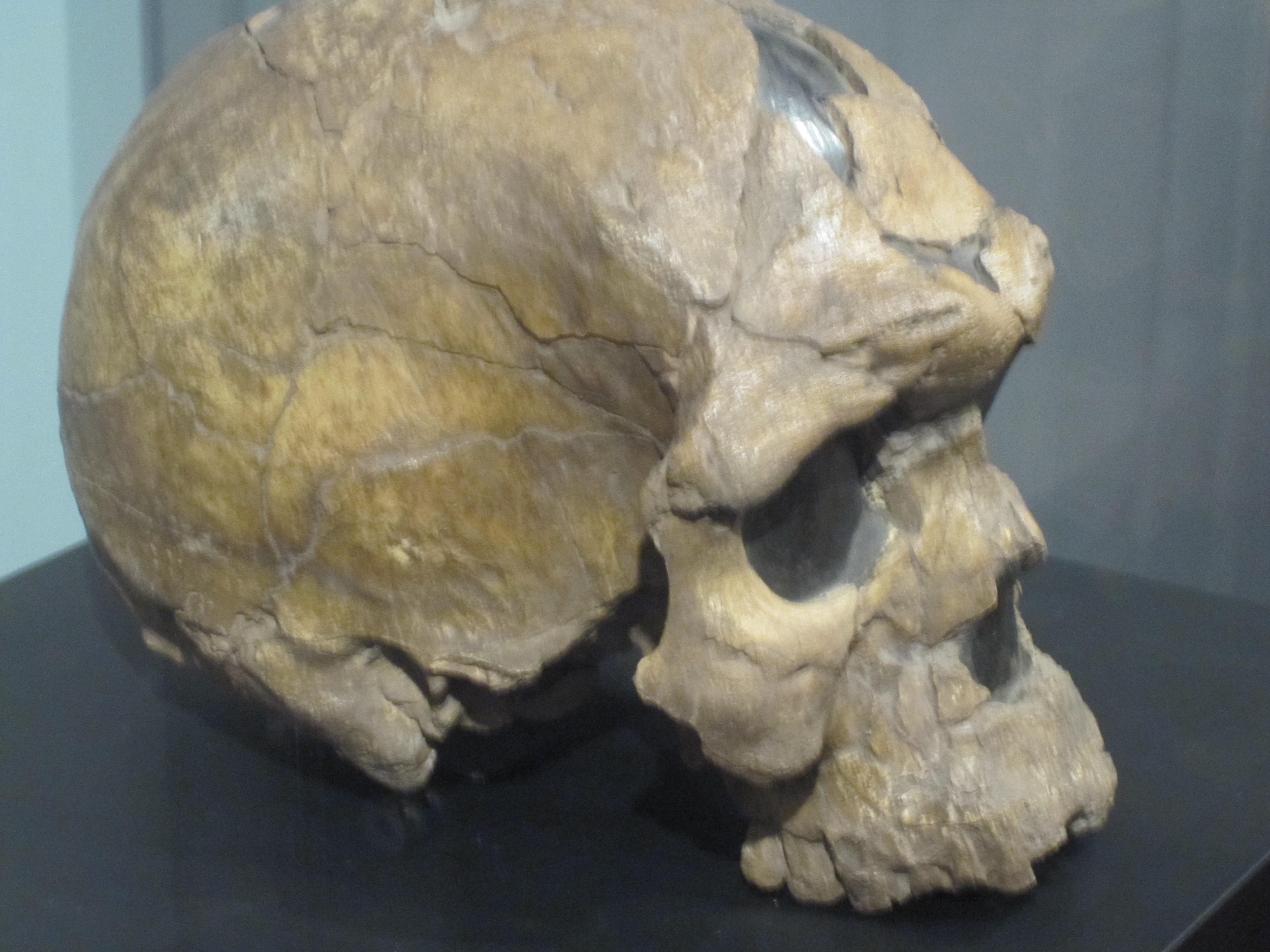
Schedel van Herto Bouri, 160.000 BP

300.000 jaar oude resten bij Djebel Irhoud in Marokko zijn uitgelegd als een vroeg ontwikkelingsstadium van de moderne mens. Hoewel de gezichtstrekken relatief modern zijn, is het cranium nog langgestrekt zonder de afgeronde vorm van de moderne mens. Een vergelijkbare vondst is dat van de Florisbad-schedel uit Zuid-Afrika (260.000 BP). Iets jonger zijn Omo 1 en 2 uit Ethiopië (200.000 BP).
De vondsten van Herto Bouri (Homo sapiens idaltu, 160.000 BP), eveneens in Ethiopië, bezitten al een duidelijk afgerondere hersenschedel.

## Migratie uit Afrika
Er zijn maar een paar locaties waar migratie naar Eurazië mogelijk was. De Straat van Gibraltar was een duidelijke barrière, en het Iberisch schiereiland bleef een van de laatste nog door neanderthalers bewoonde plaatsen.

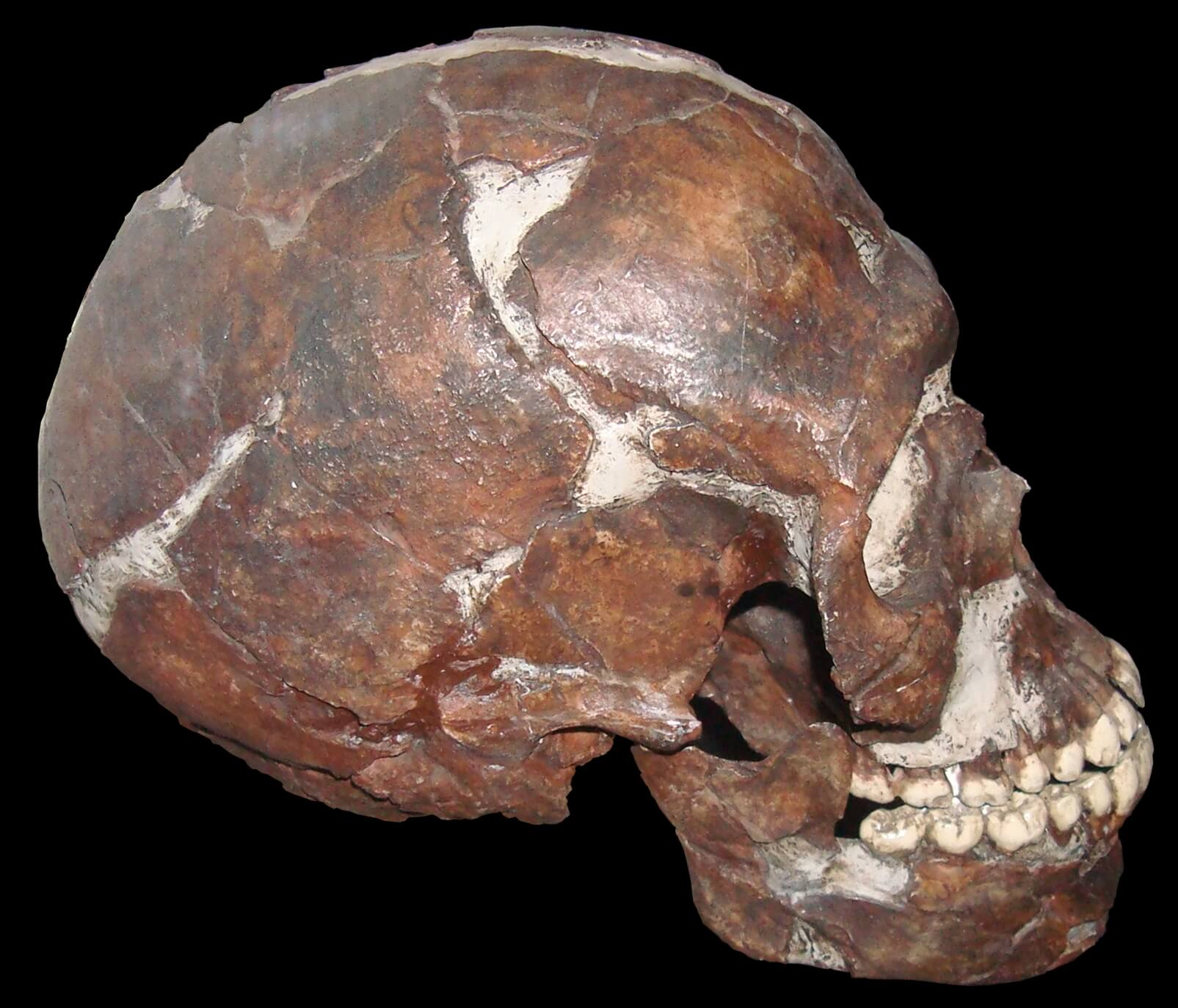
Qafzeh IX, ±95.000 BP

De Landengte van Suez was de enige verbinding over land naar de Levant en Zuidwest-Azië. Migratie vond hier waarschijnlijk al vroeg plaats. Vondsten uit de Qafzehgrot in Israël (120-100.000 BP) tonen dat moderne mensen zeker 125.000 jaar geleden tot in de Levant doordrongen. Meer recente vondsten tonen echter een terugkeer van neanderthalers in de periode 80.000 tot omstreeks 50.000 jaar geleden.
In 2016 werd in de Nefud-woestijn van Saoedi-Arabië een 85.000 jaar oud fossiel van een menselijke vinger opgegraven. In 2020 kwamen door erosie 376 afdrukken van mensen en dieren bloot te liggen in de afzettingen van een verdwenen meer. Het ging om olifanten, kamelen en reuzenbuffels, naast spiesbokken zoals aangetroffen onder 233 fossielen. De dieren leefden er in het Eemien 120.000 jaar geleden, in een weelderig grasland aan een meer dat ook werd opgezocht door de mens. De site is Alathar genoemd, Arabisch voor 'het spoor'.
De belangrijkste migratie lijkt plaatsgevonden te hebben via de Bab el Mandeb aan het zuideinde van de Rode Zee. In de betreffende periode was het zeeniveau lager en de oversteek smaller. Vondsten van op sommige Afrikaanse vondsten lijkende stenen werktuigen suggereren de aankomst van de moderne mens in het zuiden van het Arabisch Schiereiland vanaf 125.000 jaar geleden (Jebel Faya, Verenigde Arabische Emiraten), en in Oman (106.000 BP). Vanuit hier kon de moderne mens via de eilandjes in de Straat van Hormuz Zuid-Iran en daarmee Eurazië bereiken. Vondsten van 75.000 jaar oude werktuigen bij Jwalapuram in Zuid-India lijken sterk op genoemde vondsten in Zuid-Arabië en Afrika.

### Genetica
Omdat buiten Afrika slechts dragers van mitochondriaal DNA haplogroep L3 voorkomen, wordt vermoed dat deze allen afstammen van een kleine groep L3-dragers die vanuit Oost-Afrika de Rode Zee overstak en wiens nakomelingen uiteindelijk de rest van de wereld zouden koloniseren.

## Kustmigratie
Na het oversteken van de Straat van Hormuz vond er een vroege en relatief snelle migratie oostwaarts plaats langs de kusten van de Indische Oceaan, van Zuid-Azië tot Zuidoost-Azië. Door het lage zeeniveau vormden de meeste eilanden van Zuidoost-Azië een deel van het vasteland, het Soendaland. Het huidige Australië en Nieuw-Guinea vormden Sahoel. Tussen deze landmassa's lagen de eilanden en zee-engten van Wallacea. De moderne mens was de eerste mensensoort die de Lijn van Weber overstak en het huidige Nieuw-Guinea en Australië bereikte. Volgens de meest recente archeologische vondsten bevolkten de voorouders van de Aboriginals en de Papoea's dit continent vanuit Afrika omstreeks 58.000 jaar geleden. Deze oversteek moet een zekere zeevaardigheid vereist hebben.
De oudste menselijke fossielen in Australië zijn rond 40.000 jaar oud, maar andere sporen van menselijke aanwezigheid in Australië gaan mogelijk terug tot zo'n 65.000 jaar BP. De Australische megafauna stierf tussen 46.000 en 15.000 jaar BP uit, hetgeen net als in de Amerika's door sommigen in verband wordt gebracht met de menselijke kolonisatie.
Migratie langs de kust verliep verder tot het oosten van China en uiteindelijk Japan. In het binnenland bleven oudere mensentypen mogelijk langer voortleven.
Het is omstreden of deze kustmigratie ook Noord- en Zuid-Amerika bereikte. Volgens een theorie volgden zij de kust van de Stille Oceaan tot in Chili. Het stijgen van de zeespiegel zou echter de meeste bewijzen hiervoor vernietigd hebben. Recent genetisch onderzoek bij enige stammen in Amazonië zou deze theorie mogelijk ondersteunen.
Bij de Topper-site in Allendale, South Carolina zijn pre-Clovis (vroege lithische periode) stenen werktuigen gevonden
tezamen met op 50.300 BP gedateerde plantenresten.

## Expansie vanuit West-Azië
Na de oversteek van de Straat van Hormuz stootte de moderne mens in het noordwesten op de neanderthalers. Deze werden geleidelijk geassimileerd waarbij ook neanderthaler-genen opgenomen werden.
Vanaf omstreeks 55.000 BC verspreidde deze bevolking zich verder naar het noorden en westen, richting Europa en Centraal-Azië. Hiervoor was een culturele aanpassing nodig voor de jacht op groot wild op de toen nog subglaciale steppen van West-Eurazië.
In Centraal-Azië ontstonden rond 50.000 jaar geleden de mitochondriale haplogroepen A, B en G. Dragers hiervan drongen rond 35.000 jaar geleden door tot in Siberië, Korea en Japan. Een aantal trok verder naar Noord-Amerika, waar zij de Cloviscultuur zouden stichten.
Vanaf ± 45.000 BP is de aanwezigheid van de moderne mens in Europa aangetoond. Migratie verliep waarschijnlijk via de Donaucorridor. Het zou echter nog tot na 25.000 BP duren voordat de laatste neanderthalers verdrongen waren.
Ook naar het zuidoosten vond migratie plaats, waarbij de eerdere kust-migranten grotendeels verdrongen werden.
DNA-onderzoek toonde dat er ca. 35.000 BP vanuit een remigratie vanuit West-Azië naar Noord-Afrika plaatsvond, de voorouders van de Mechta-Afalou-mensen.

## Genetische invloed van oudere mensensoorten
Gemiddeld is bij niet-Afrikaanse mensen 1 tot 4 % van de genen van neanderthaleroorsprong. Bij de Australische Aborigines, Polynesiërs, Melanesiërs en verwante Oost-Aziatische bevolkingsgroepen is er gemiddeld 1 tot 6 % van de genen van denisovamenselijke oorsprong. Er zijn bepaalde archaïsche genen die vaker voorkomen, omdat deze door natuurlijke selectie bevoordeeld worden. Zo hebben 10 % van de Euraziatische en Oceanische mensen een neanderthalersvariant van het STAT2-gen. In Melanesië komt deze variant 10 keer meer voor. Dit kan alleen doordat dit een evolutionair voordeel bood. Varianten van gen EPAS1, die het lichaam aanpassen voor het leven op grote hoogte, zijn afkomstig van denisovamens-achtige voorouders. Bij Tibetanen komt deze variant veelvuldig voor. Per individu komen archaïsche genen weinig voor. Echter, uit het genetisch profiel van grote groepen mensen hebben wetenschappers van 35 % tot 70 % van de neanderthalergenen kunnen terugvinden.
Onderzoek in Afrika uit 2011 onder de jager-verzamelaars Biaka en San en de landbouwende Mandinka toonden een aandeel van rond 2% archaïsch DNA, dat zich omstreeks 35.000 jaar geleden ingevoegd heeft, afkomstig van een bevolking die zich rond 700.000 jaar geleden van de voorouders van de moderne mens afgescheiden had. Ook een andere studie uit 2012 onder pygmeeën in Kameroen en de Hadza en Sandawe in Tanzania toonde de aanwezigheid van archaïsch DNA, waarbij de vermenging waarschijnlijk ten minste 40.000 jaar geleden plaatsvond.
In Siberie is een meisje gevonden van 50.000 jaar geleden dat een neanderthaler als moeder had en een denisova-mens als vader. Dit is een rechtstreeks bewijs dat er seks tussen verschillende menssoorten voor kwam.